# Lgota-Nadwarcie
Lgota-Nadwarcie – wieś w Polsce położona w województwie śląskim, w powiecie myszkowskim, w gminie Koziegłowy.
W latach 1975–1998 wieś administracyjnie należała do województwa częstochowskiego. W Nadwarciu mieści się Zakład odlewniczy metali nieżelaznych Press.  